# Vievio apylinkės
Das Fauna-Flora-Habitat-Gebiet Vievio apylinkės liegt westlich von Vilnius nahe den Ortschaften Vievis und Pylimai im Südosten Litauens. Das etwa 0,7 Hektar große Schutzgebiet umfasst lediglich einen kleinen, beeinträchtigen  Borstgrasrasen mit einem Vorkommen des Vorblattlosen Leinblatts (Thesium ebracteatum). Nördlich des Gebiets verläuft die Bahnlinie nach Kaunas, im Süden schließt Nadelwald an.
Vievio apylinkės ist das kleinste der litauischen FFH-Gebiete.

## Schutzzweck
Folgende Arten von gemeinschaftlichem Interesse sind für das Gebiet gemeldet:
| Bild                    | EU Code | * | Art                     | wissenschaftlicher Name | Artengruppe |
| ----------------------- | ------- | - | ----------------------- | ----------------------- | ----------- |
| Vorblattloses Leinblatt | 1437    |   | Vorblattloses Leinblatt | Thesium ebracteatum     | Pflanzen    |